# Estação Montgallet
Montgallet é uma estação da linha 8 do Metrô de Paris, localizada no 12.º arrondissement de Paris.

## Localização
A estação está localizada na rue de Reuilly, a sudeste da saída da rue Montgallet.

## História
A estação foi aberta em 5 de maio de 1931.
Ela deve o seu nome à sua proximidade com a rue Montgallet, cujo nome resulta da distorção gradual de um proprietário de terras local: "Mangallée" (sucessivamente "Maugallée" e depois "Mont Gallet" em 1760 antes de tomar sua forma atual "Montgallet" em 1775).
Como parte do programa "Renovação do Metrô" da RATP, os corredores da estação e a iluminação das plataformas foram renovados em 19 de novembro de 2007.
Em 2011, 1 793 225 passageiros entraram nesta estação. Ela viu entrar 1 864 016 passageiros em 2013, o que a coloca na 257ª posição das estações de metrô por sua frequência em 302.

## Serviços aos passageiros

### Acesso
A estação tem um único acesso levando ao pequeno quadrado à direita do no 68 da rue de Reuilly, entre a rua Montgallet e a rua Jacques-Hillairet. Consiste em uma escada fixa decorada com um candelabro de Dervaux.

### Plataformas

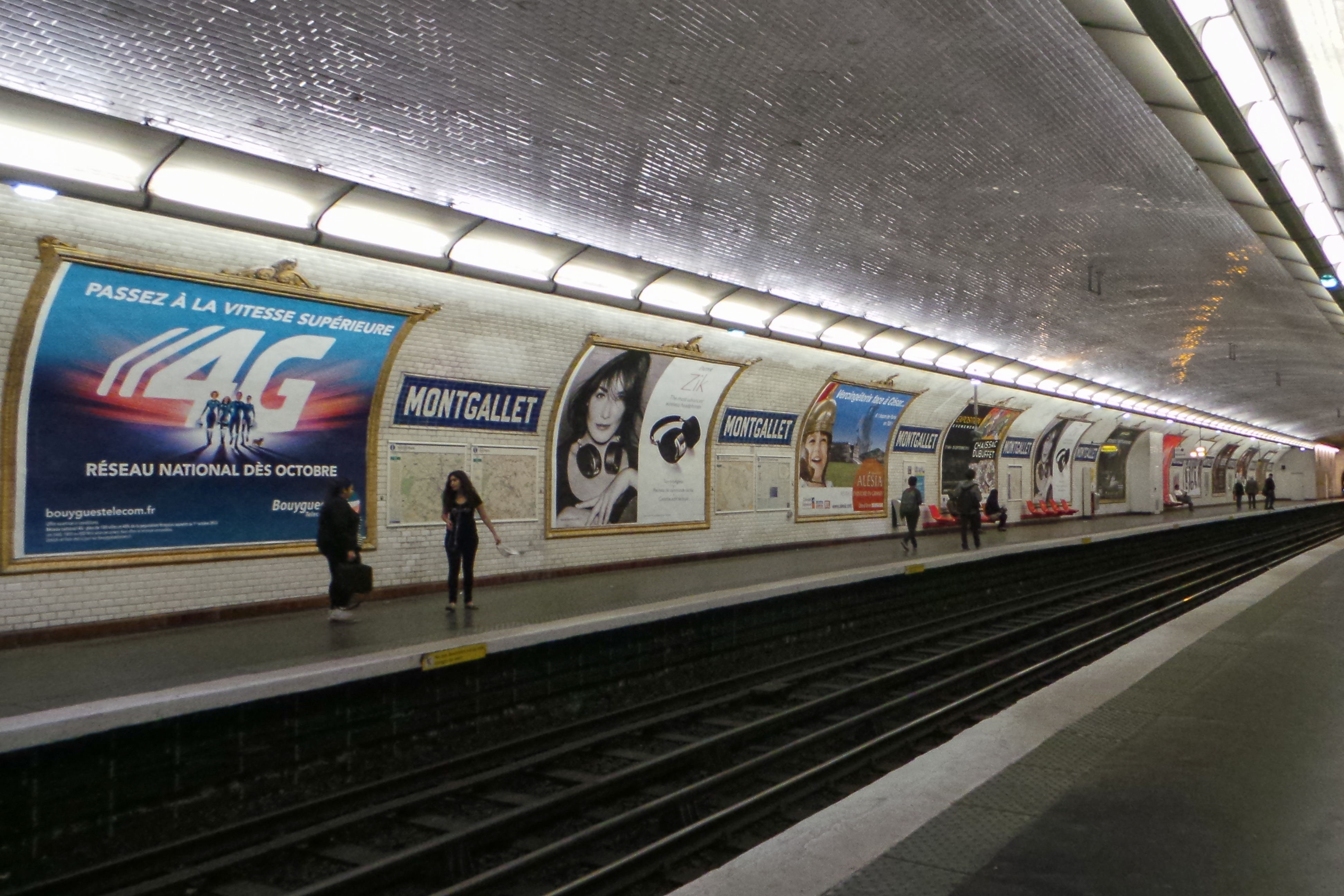
Vista das plataformas da estação

Montgallet é uma estação de configuração padrão: ela tem duas plataformas separadas pelas vias do metrô e a abóbada é elíptica. A decoração é do estilo utilizado pela maioria das estações de metrô: as faixas de iluminação são brancas e arredondadas no estilo "Gaudin" da renascimento do metrô dos anos 2000, e as telhas em cerâmica brancas biseladas recobrem os pés-direitos, a abóbada e os tímpanos. Os quadros publicitários são em faiança da cor de mel e o nome da estação também é em faiança no estilo da CMP original. Os assentos do estilo "Motte" são vermelhos. A estação se distingue contudo pela parte baixa de seus pés-direitos que é vertical e não elíptica.

### Intermodalidade
A estação é servida pela linha 46 da rede de ônibus RATP.

## Pontos turísticos
- A Igreja de Saint-Éloi
- A Coulée verte René-Dumont
- O Jardin de Reuilly
- A rua Montgallet (bem como as ruas adjacentes) é conhecida por reunir muitas lojas de informática mantidas por comerciantes de origem asiática.[5]